# Пушкин, Иван Никитич
Иван Никитич Пушкин (ум. после 1654) — стряпчий (1611), стольник (1616), дворянин московский (1627) и воевода.

## Биография
Представитель дворянского рода Пушкиных. Второй сын окольничего и воеводы Никиты Михайловича Пушкина (? — 1622). Братья — Михаил, Даниил и Василий «Ус».
В 1611 году И. Н. Пушкин служил стряпчим с платьем. В 1616 году был пожалован в стольники, поместный оклад — 700 четей и денежный оклад — 50 руб.
В 1617 году Иван Никитич Пушкин «смотрел в кривой стол» за царским обедом в Новодевичьем монастыре. В 1623 году он находился на воеводстве в Мангазее, в 1632 году — воевода в Кайгороде, в 1637 году — в Алатыре, в 1643—1647 годах — в Казани и в 1649 году — в Пелыме.
В промежутках между назначениями на воеводство Иван Никитич Пушкин находился за царским столом, сопровождал царя Михаила Фёдоровича в его поездках и видел его «государевы очи» в праздник Светлого Христова Воскресенья.
В 1642 году И. Н. Пушкин участвовал в Земском соборе, где обсуждался вопрос, отдать ли туркам назад Азов, захваченный донскими казаками, или удержать его.
В 1648 году на свадьбе царя Алексея Михайловича с Марией Ильиничной Милославской Иван Пушкин шёл за санями невесты, когда ехали в Соборную церковь. В 1654 году он сопровождал царицу Марию Ильиничну в Троице-Сергиеву лавру.

## Семья и дети
Был женат Евдокии (ум. после 1657), фамилия и происхождение которой неизвестны. Дети:
- Андрей Иванович Пушкин «Коробок» (ум. после 1658), стольник
- Евдокия Ивановна Пушкина